# Закурдаев, Степан Алексеевич
Степан Алексеевич Закурдаев (1925—1982) — советский военнослужащий. Участник Великой Отечественной войны. Герой Советского Союза (1944). Гвардии ефрейтор.

## Биография
Степан Алексеевич Закурдаев родился 27 декабря 1925 года в посёлке Купальный Бобровского уезда Воронежской губернии РСФСР СССР (ныне посёлок в Таловском районе Воронежской области Российской Федерации) в крестьянской семье. Русский. Окончил пять классов школы в 1939 году. До призыва на военную службу работал в колхозе.
В ряды Рабоче-крестьянской Красной Армии С. А. Закурдаев был призван Таловским райвоенкоматом Воронежской области в начале января 1943 года и направлен в 10-ю механизированную бригаду 3-го механизированного корпуса 22-й армии Калининского фронта, где был зачислен стрелком 1-го мотострелкового батальона. Однако участия в боевых действиях красноармеец С. А. Закурдаев не принимал. В начале февраля бригада, в которой служил Степан Алексеевич, была переброшена на Северо-Западный фронт, где вошла в состав особой группы генерал-полковника М. С. Хозина. В её составе красноармеец Закурдаев принимал участие в операции «Полярная Звезда».
Весной 1943 года 1-я танковая армия была переброшена на Курскую дугу и 28 апреля 1943 года была включена в состав Воронежского фронта. Перед началом Курской битвы в мотострелковых батальонах бригады были созданы противотанковые истребительные отряды. Степан Алексеевич был назначен на должность замкового противотанкового ружья. В ходе Курской стратегической оборонительной операции С. А. Закурдаев в составе своего расчёта держал оборону у деревни Луханино Томаровского района Курской области. На позиции 3-го механизированного корпуса пришёлся основной удар дивизии «Великая Германия». В ходе ожесточённых боёв под Луханино, затем под Верхопеньем расчёт противотанкового ружья, в котором замковым служил красноармеец Закурдаев, поджёг немецкий танк и самоходную артиллерийскую установку. За отличие в боях на Курской дуге Степан Алексеевич получил звание ефрейтора и стал наводчиком противотанкового ружья. В августе 1943 года он принимал участие в Белгородско-Харьковской операции Курской битвы, в ходе которой в составе своего подразделения отражал контрудар немецкой танковой дивизии «Викинг» западнее Богодухова. После завершения операции 1-я танковая армия была выведена в резерв Ставки Верховного Главнокомандования. За отличие в Курской битве 23 октября 1943 года 10-я механизированная бригада была переименована в 21-ю гвардейскую, а 3-й механизированный корпус стал 8-м гвардейским.
Во время пребывания в резерве Степану Алексеевичу пришлось поучаствовать в ликвидации небольшого немецкого отряда, скрывавшегося в лесу в районе посёлка Дергачи. В бою Закурдаев был ранен и попал в медсанбат. Вновь в действующей армии гвардии ефрейтор С. А. Закурдаев с декабря 1943 года. Степан Алексеевич участвовал в освобождении Правобережной Украины (Житомирско-Бердичевская и Корсунь-Шевченковская операции). Особо отличился в Проскуровско-Черновицкой операции. 6 марта 1944 года 1-я танковая армия 1-го Украинского фронта прорвала оборону немцев в районе села Шепетовка. 8-й гвардейский механизированный корпус, действуя в авангарде армии, освободил Теребовлю и Чортков, после чего устремился к Днестру. 24 марта 1944 года четверо добровольцев 21-й гвардейской механизированной бригады гвардии старший сержант Н. П. Кабалин, гвардии сержант В. С. Чергин, гвардии младший сержант И. Ф. Корольков и гвардии ефрейтор С. А. Закурдаев под сильным огнём противника на подручных средствах форсировали Днестр в районе села Устечко Тернопольской области Украинской ССР. Захватив траншею противника и уничтожив пулемётную точку, мешавшую форсированию реки, гвардейцы захватили плацдарм глубиной 300 метров и обеспечили переправу моторизованных батальонов бригады.
26 апреля 1944 года указом Президиума Верховного Совета СССР гвардии ефрейтору Степану Алексеевичу Закурдаеву и его товарищам было присвоено звание Героев Советского Союза. О награждении Степан Алексеевич узнал в госпитале. 20 апреля на подступах к городу Станислав при отражении танковой контратаки противника на дороге Тлумач — Городенка он был тяжело ранен. Врачи полевого подвижного хирургического госпиталя № 583 спасли ему жизнь, но после продолжительного лечения в госпиталях Винницы и Москвы в сентябре 1944 года Степан Алексеевич был демобилизован по инвалидности и вернулся в родные места. В 1950 году С. А. Закурдаев окончил Воронежский лесохозяйственный институт. Жил и работал в Воронеже. 26 апреля 1982 года Степан Алексеевич скончался. Похоронен в Воронеже.

## Награды
- Медаль «Золотая Звезда» (26.04.1944);
- орден Ленина (26.04.1944);
- медали.

## Память

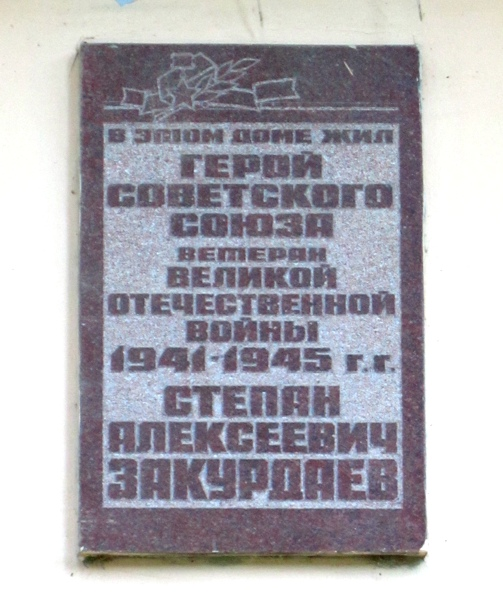
Мемориальная доска в Воронеже

- Бюст Героя Советского Союза С. А. Закурдаева был установлен на аллее героев у мемориала Славы в посёлке Таловая Воронежской области.
- В городе Воронеже на доме, где жил Герой Советского Союза С. А. Закурдаев (Ленинский проспект, 193), установлена мемориальная доска.

## Примечание
1. ↑  В военкомате С. А. Закурдаев указал годом своего рождения 1924 год.
2. ↑  Ныне деревня Яковлевского района Белгородской области.
3. ↑  Название города Ивано-Франковска до 1962 года.

## Документы
- Общедоступный электронный банк документов «Подвиг Народа в Великой Отечественной войне 1941—1945 гг.» Архивировано 13 марта 2012 года. № в базе данных 150011748. Архивировано 16 мая 2012 года., 20389995. Архивировано 16 мая 2012 года.